# Unione Patriottica Spagnola
L'Unione Patriottica Spagnola (Unión Patriótica Española) fu un partito politico di destra monarchica in Spagna durante il regno di Alfonso XIII negli anni 1920.

## Storia
Sorto nel 1924 su iniziativa di Miguel Primo de Rivera a sostegno del suo regime dittatoriale, fu un partito personalista fortemente legato al suo fondatore che ne dettò l'ideologia, basata sul rifiuto degli ideali di democrazia liberale, sul disprezzo del sistema parlamentare (a suo avviso corrotto), sul centralismo statale, sull'esaltazione del nazionalismo spagnolo e la difesa della Chiesa cattolica. Fu però lontano dai partiti fascisti sorti in quegli anni in diversi stati europei sulla scia del Partito Nazionale Fascista italiano.
Si dissolse dopo che nel 1930 Primo De Rivera fu costretto alle dimissioni con la successiva morte poche settimane dopo, e i suoi membri formarono nuovi partiti di destra come Renovación Española, la CEDA, l'Unione Monarchica Nazionale.